# Selma Kurz

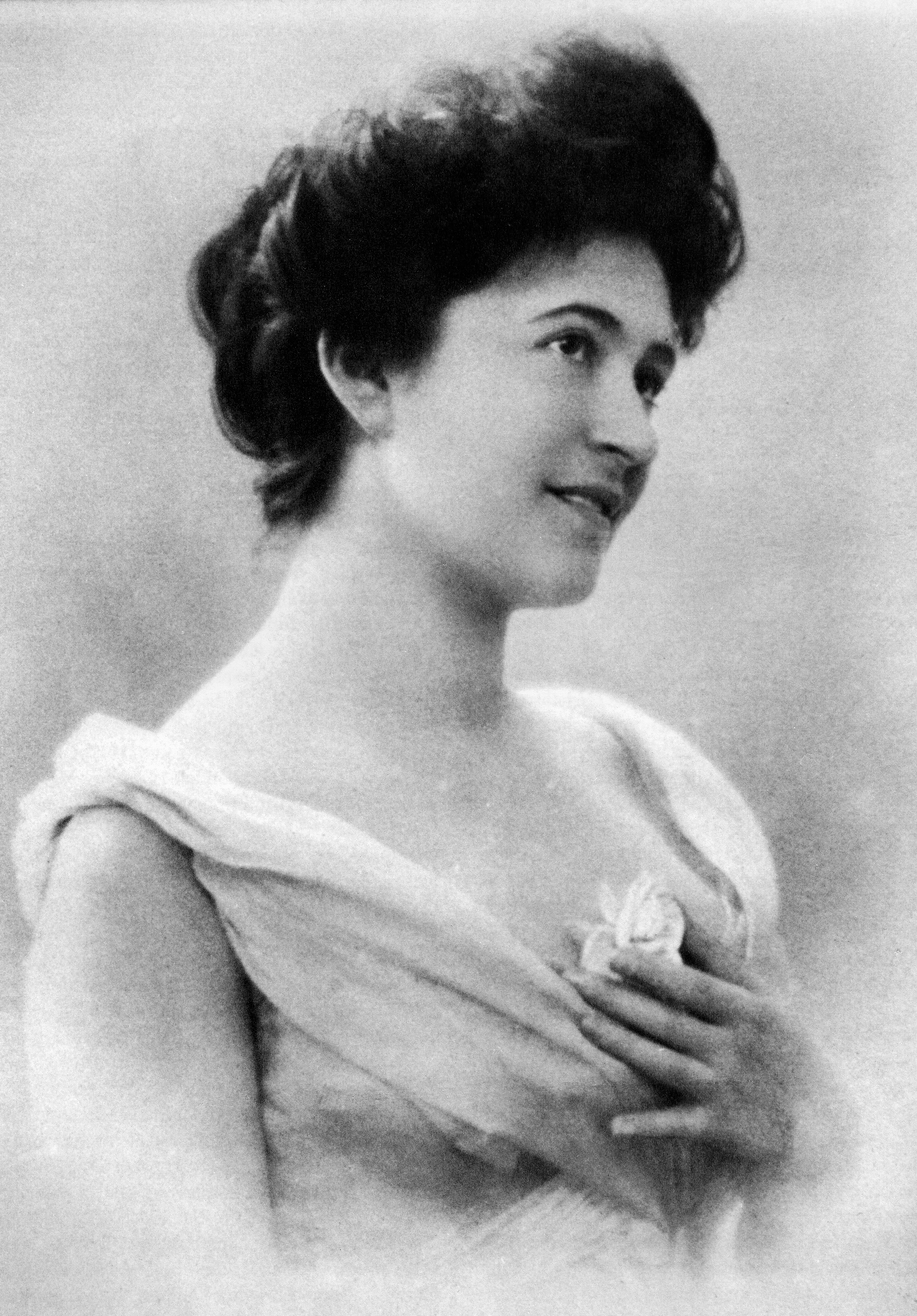
Selma Kurz (1900)

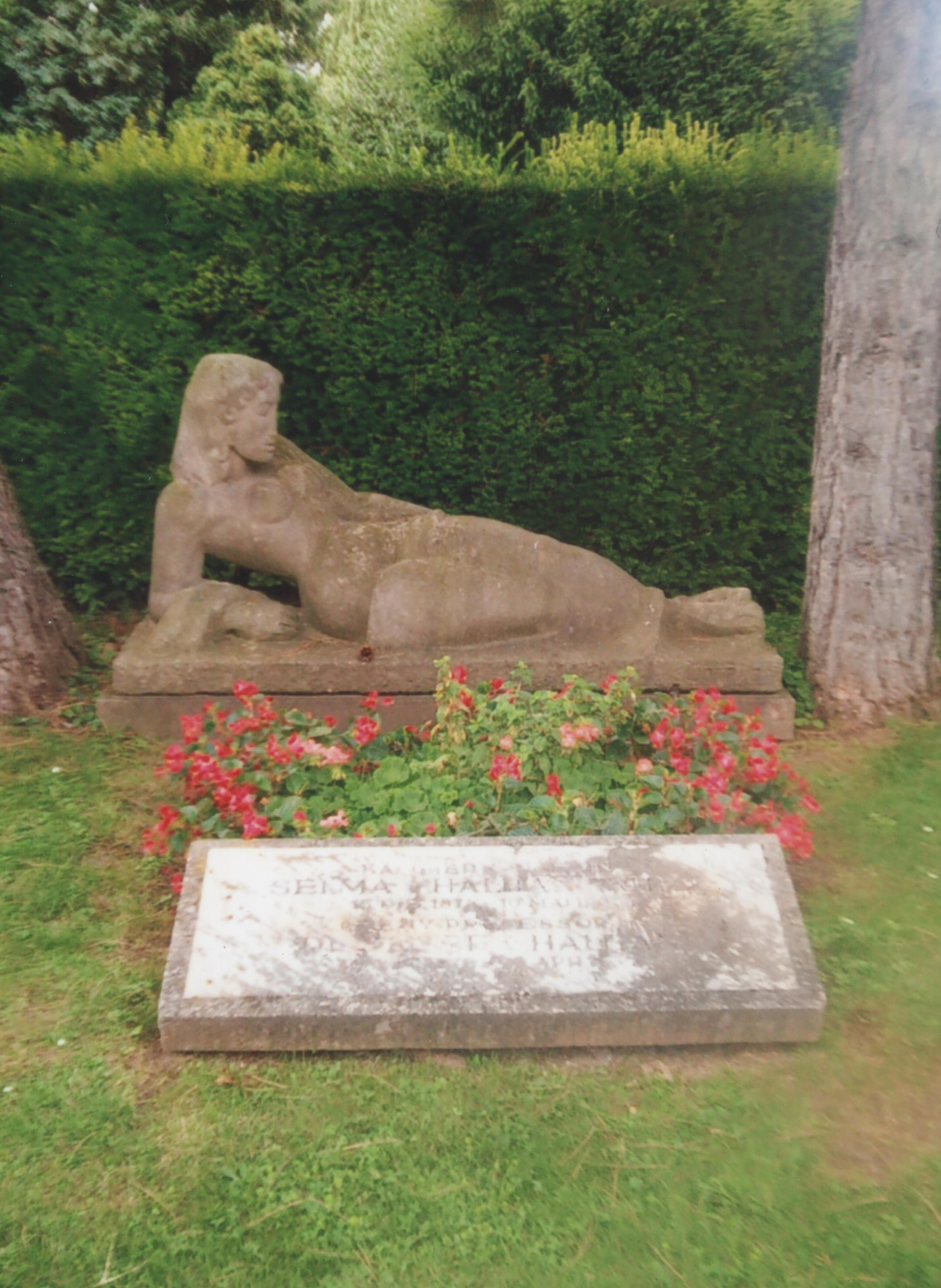
Grabstätte von Selma Kurz

Selma Kurz (* 15. Oktober 1874 in Biala, Österreich-Ungarn; † 10. Mai 1933 in Wien) war eine österreichische Opernsängerin (Sopran) und durch Heirat Mitglied der Familie Halban.

## Leben
In Biala in eine arme jüdische Familie geboren, wurde Selma Kurz mit 16 Jahren, protegiert vom Fürsten Nikolaus Esterházy, zum Gesangsstudium zu Johannes Ress nach Wien geschickt. In Paris studierte sie bei Mathilde Marchesi und Jean de Reszke.
1895 kam sie an das Hamburger Theater (Debüt in Mignon), ging aber schon 1896 an die Frankfurter Oper, wo sie als Antrittsrolle die „Elisabeth“ im Tannhäuser und auch die Carmen sang.
Am 18. August 1899 wurde Kurz von Gustav Mahler an die Wiener Hofoper engagiert, wo sie bis 1929 wirkte. Mahler verliebte sich in Selma Kurz und die beiden gingen im Frühling 1900 eine kurzzeitige Beziehung ein. Mitgliedern der Hofoper war es damals jedoch nicht gestattet, untereinander zu heiraten, und somit entschied sich Kurz für ihre Karriere. 1899 sang sie in der Erstaufführung von Tschaikowskis Jolanthe, 1900 wirkte sie an der Wiederentdeckung von Così fan tutte mit und in der Uraufführung von Alexander Zemlinskys Es war einmal … . Sie sang 1904 bis 1907 und 1924 im Londoner Royal Opera House Covent Garden. Sie sang 1907 in der Wiener Erstaufführung von Madama Butterfly. Kurz war die erste „Zerbinetta“ in Richard Strauss’ Neufassung der  Ariadne auf Naxos. Sie reiste 1921 nach New York und trat 1922 bei den Salzburger Festspielen als Konstance in Die Entführung aus dem Serail auf. Sie trat außerdem in Budapest, Prag, Warschau, Paris und auch in Kairo und an vielen anderen Opernhäusern auf.
Am 4. Dezember 1910 heiratete Selma Kurz den 1917 geadelten Wiener Gynäkologen Josef Halban. Aus dieser Ehe stammen zwei Kinder: die Tochter Désirée (‚Dési‘, 1912–1996) und der Sohn George (1915–1998). Dési wurde Konzertsopranistin und die Ehefrau des niederländischen Kunsthändlers Jacques Goudstikker. Selma Halban-Kurz verstarb 1933 in Wien und wurde auf dem Wiener Zentralfriedhof (Gruppe 14C, Nummer 8) in einem Ehrengrab beigesetzt. Die Grabfigur des Grabmals für Selma Halban-Kurz, ein Werk des Bildhauers Fritz Wotruba, löste 1934 eine Auseinandersetzung um die halbnackte liegende Statue aus. 1983 wurde die Halban-Kurz-Straße in Wien-Liesing nach der Sängerin benannt.

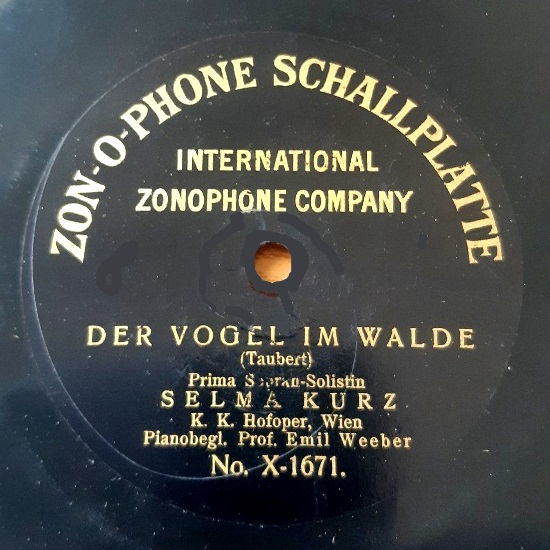
Schallplatte von Selma Kurz (Wien 1902)

Selma Kurz hinterließ zahlreiche Schallplatten; die ersten erschienen bei Berliner Records (Wien 1900), dann auf G&T (Wien 1902, 1905–07), Zon-O-Phone (Wien 1902), Gramophone (Wien 1909–14), Grammophon (Wien 1923); HMV (Hayes 1923–25 und Wien 1926, letztere unveröffentlicht); außerdem Edison-Amberol-Walzen (Wien 1910).

## Rezeption
Selma Kurz wird als eine sehr schöne Frau beschrieben, 1,60 m groß, schlank und fein gebildet. Ihre Erscheinung auf der Bühne und ihr Spiel waren reizvoll und wurden mit Begeisterung aufgenommen. Sie konnte das Publikum mit ihren langen Trillern außer sich bringen. Die Leute brachten sogar Stoppuhren mit, um die Länge ihrer Triller sekundengenau messen zu können. In einer Aufnahme aus dem Jahr 1907 von Wilhelm Tauberts Der Vogel im Walde dauert der Triller 24 Sekunden.

„Selma Kurz gehört zu den größten Koloratursopranistinnen aller Zeiten. In der mühelosen Bewältigung schwierigster Passagen, der Feinheit ihres Stilgefühls, vor allem aber in ihren endlosen, ganz unvergleichlichen Trillern, ist sie noch auf der Schallplatte nicht genug zu bewundern.“

## Auszeichnungen
- 1903: Verleihung des Berufstitels Kammersängerin
- 1929: Ehrenmitglied der Wiener Staatsoper

## Aufnahmen
- Arditi: Parla (1924)
- Auber, aus Les diamantes de la couronne: Air et variations (1914)
- Bellini, aus La Sonnambula: Ah! non credea miranti; Ah! non giunge (1924)
- Brahms: aus Volkskinderlieder: Sandmännchen (1925)
- Fontenailles: Obstination (1911)
- Goldmark, aus Die Königin von Saba: Lockruf (1912)
- Gounod: Serenade (1923)
- Kreisler: Caprice viennois (1924, mit Vasa Prihoda, violine)
- Mozart, aus Die Zauberflöte: Zum Leiden bin ich auserkoren (1924)
- Mozart, aus Il Re pastore: L’amero, saro costante (1924)
- Mozart, aus Le Nozze di Figaro: Deh, vieni non tardar (1925)
- Puccini, aus La Bohème: Si, mi chiamano Mimí (1924)
- Puccini, aus La Bohème: Sono andati? (1907, mit Leo Slezak, tenor)
- Puccini, aus La Bohème: O suave fanciulla (Jahr unbekannt, mit Leo Slezak, tenor)
- Puccini, aus La Bohème: Morte (1907)
- Puccini, aus Madama Butterfly: Un bel di vedremo (1914)
- Rossini, aus Il Barbiere di Siviglia: Una voce poco fa (1924)
- Strauss: An der schönen blauen Donau (1925)
- Taubert: Der Vogel im Walde (1907)
- Toselli: Serenata (1923, mit Vasa Prihoda, violine)
- Verdi, aus Don Carlos: Tu che la vanita (1914)
- Verdi, aus Il Trovatore: Vivere contende (1920, mit Heinrich Schlusnus, bariton)
- Verdi, aus Ernani: Ernani, involami (1923)
- Verdi, aus La Traviata: Addio del passato (1909)
- Verdi, aus Rigoletto: Caro nome (1923)